# Figulus regularis
Figulus regularis es una especie de coleóptero de la familia Lucanidae.

## Distribución geográfica
Habita en Aru, Australia.